# NGC 4999
NGC 4999 (również PGC 45632 lub UGC 8236) – galaktyka spiralna z poprzeczką (SBb), znajdująca się w gwiazdozbiorze Panny. Odkrył ją William Herschel 24 lutego 1786 roku. Jest to galaktyka Seyferta typu 2.